# Ruby Braff
Pour les articles homonymes, voir Braff.
Ruben "Ruby" Braff (né le 16 mars 1927 à Boston et mort le 9 février 2003) est un trompettiste de jazz américain.

## Discographie

### En tant que leader
- You Brought a New Kind of Love (Arbors Records)
- Variety Is the Spice of Braff (Arbors Records)
- I Hear Music (Arbors Records)
- Watch What Happens (Arbors Records)
- Music for the Still of the Night (Arbors Records)
- The Cape Godfather (Arbors Records)
- Ruby Braff and Strings: In the Wee Small Hours in London and New York (Arbors Records)
- Born to Play (Arbors Records)
- You Can Depend on Me (Arbors Records)
- Being with You (Arbors Records)
- Live at the Regattabar (Arbors Records)
- Relaxing at the Penthouse (Victoria Company)
- Braff!! (Epic Records)
- The Ruby Braff and George Barnes Quartet - Live at The New School (Chiaroscuro Records)

### En tant que sideman
Avec Woody Herman
- It Had To Be Us (Chiaroscuro Records, 1998)

Avec Milt Hinton
- The Judge at His Best (Chiaroscuro Records, 2001)

Avec Ralph Sutton
- R & R (Chiaroscuro Records, 2002)

Avec Scott Hamilton
- A Sailboat in the Moonlight (Concord Records, 1986)

Avec Scott Hamilton et Dave McKenna
- Controlled Nonchalance at the Regattabar,Volume 1 (Arbors Records)
- Controlled Nonchalance, Volume 2 (Arbors Records)

Avec Ralph Sutton
- Remembered (Arbors Records)

Avec Ellis Larkins
- Ruby Braff and Ellis Larkins: Calling Berlin, Vols. 1 & 2 (Arbors Records)
- Ruby Braff and Ellis Larkins: 2 Part Inventions in Jazz, (Vanguard/Pye)
- Grand Reunion (Chiaroscuro Records)

Avec Dick Hyman
- America, The Beautiful (Arbors Records)
- Ruby Braff and Dick Hyman Play Nice Tunes (Arbors Records)

Avec Pee Wee Russell
- The Individualism of Pee Wee Russell (1952)
- A Portrait of Pee Wee (1958)

Avec George Wein
- Wein, Women and Song and More, George Wein Plays and Sings (Arbors Records)
- George Wein & the Newport All-Stars (Impulse!, 1962)